# Яркко Іммонен (1982)
Яркко Іммонен (фін. Jarkko Immonen; 19 квітня 1982, м. Рантасалмі, Фінляндія) — фінський хокеїст, центральний нападник.
Вихованець хокейної школи СаПКо (Савонлінна). Виступав за СаПКо (Савонлінна), ТуТо (Турку), «Ессят» (Порі), ЮІП (Ювяскюля), «Гартфорд Вулф Пек» (АХЛ), «Нью-Йорк Рейнджерс», «Ак Барс» (Казань), «Торпедо» (Нижній Новгород), «Цуг», «Міккелін Юкуріт».
В чемпіонатах НХЛ — 20 матчів (3+5). В чемпіонатах Фінляндії — 735 матчів (193+300), у плей-оф — 49 матчів (7+17).
У складі національної збірної Фінляндії учасник зимових Олімпійських ігор 2010 і 2014 (11 матчів, 2+0), учасник чемпіонатів світу 2009, 2010, 2011, 2012, 2014 і 2015 (50 матчів, 19+13). У складі молодіжної збірної Фінляндії учасник чемпіонату світу 2002. У складі юніорської збірної Фінляндії учасник чемпіонату світу 2000.
Досягнення
- Бронзовий призер зимових Олімпійських ігор (2010, 2014)
- Чемпіон світу (2011), срібний призер (2014)
- Чемпіон Фінляндії (2009)
- Володар Кубка Гагаріна (2010)
- Бронзовий призер молодіжного чемпіонату світу (2002).